# Pelusios
Genre
Synonymes
- Tanoa Gray, 1863
- Notoa Gray, 1863
- Anota Gray, 1863

Pelusios est un genre de tortues de la famille des Pelomedusidae.

## Répartition
Les 17 espèces de ce genre se rencontrent en Afrique subsaharienne.

## Liste des espèces
Selon TFTSG (23 juin 2014) :
- Pelusios adansonii (Schweigger, 1812)
- Pelusios bechuanicus FitzSimons, 1932
- Pelusios broadleyi Bour, 1986
- Pelusios carinatus Laurent, 1956
- Pelusios castaneus (Schweigger, 1812)
- Pelusios castanoides Hewitt, 1931
- Pelusios chapini Laurent, 1965
- Pelusios cupulatta Bour & Maran, 2003
- Pelusios gabonensis (Duméril, 1856)
- Pelusios marani Bour, 2000
- Pelusios nanus Laurent, 1956
- Pelusios niger (Duméril & Bibron, 1835)
- Pelusios rhodesianus Hewitt, 1927
- Pelusios sinuatus (Smith, 1838)
- Pelusios subniger (Bonnaterre, 1789)
- Pelusios upembae Broadley, 1981
- Pelusios williamsi Laurent, 1965

## Publication originale
- Wagler, 1830 : Natürliches System der Amphibien, mit vorangehender Classification der Säugthiere und Vögel. Ein Beitrag zur vergleichenden Zoologie. J. G. Cotta, München, p. 1-354 (texte intégral).